# Jack Scanlon
Jack Scanlon (* 6. August 1998 in Canterbury) ist ein britischer früherer Kinderdarsteller, der die Rolle des Schmuel im Filmdrama Der Junge im gestreiften Pyjama von 2008 spielte.

## Leben
Scanlon war er in dem 10-minütigen Kurzfilm The Eye of the Butterfly und 2007 in einer Folge der Peter Serafinowicz Show zu sehen. Er bekam durch seinen Schauspielclub ein Vorsprechen für eine Rolle in Der Junge im gestreiften Pyjama. Nachdem der Filmregisseur Mark Herman seine Auswahl auf drei mögliche Kandidaten eingegrenzt hatte und jeden davon in der Finalrunde mit Asa Butterfield zusammenkommen ließ, entschied er sich letztendlich für Scanlon.
2009 spielte er außerdem noch in der britischen Miniserie Runaway, in der es um Obdachlosigkeit geht, den kleinen Bruder der Hauptfigur Sean (William Miller).

## Filmografie
- 2007: Peter Serafinowicz Show
- 2008: Der Junge im gestreiften Pyjama (The Boy in the Striped Pyjamas)
- 2009: Runaway (Fernsehserie, 3 Folgen)
- 2010: Married Single Other (Fernsehserie, 6 Folgen)